# Mel Ferrer
Melchor Gastón Ferrer O’Donohue, conegut artísticament com a Mel Ferrer   (Elberon, 25 d'agost de 1917 - Santa Barbara, 2 de juny de 2008), va ser un actor, director de cinema i productor estatunidenc. Va participar en diverses pel·lícules memorables, però és més recordat pel seu matrimoni amb Audrey Hepburn.

## Biografia
Era fill d'un emigrant cubà, José María Ferrer, d'origen català.
Va debutar als 23 anys com a actor a Broadway. El paper que el va portar a la fama va ser Lost Boundaries. Els seus principals èxits van ser pel·lícules d'època, com Scaramouche, Guerra i pau  i La caiguda de l'Imperi Romà. Després va participar en dues pel·lícules de Marisol, la gran estrella del cinema espanyol: Cabriola (com a director) i La chica del Molino Rojo . Ja en la dècada de 1980 va participar com a estrella convidada en la famosa sèrie de televisió Falcon Crest.
La seva vida sentimental va ser bastant moguda. Es va casar dues vegades amb Frances Gunby Pilchard. Posteriorment va estar 15 anys casat amb Audrey Hepburn amb qui va tenir un fill, Sean H. Ferrer, també actor.

## Filmografia
- 1949: Lost Boundaries d'Alfred L. Werker

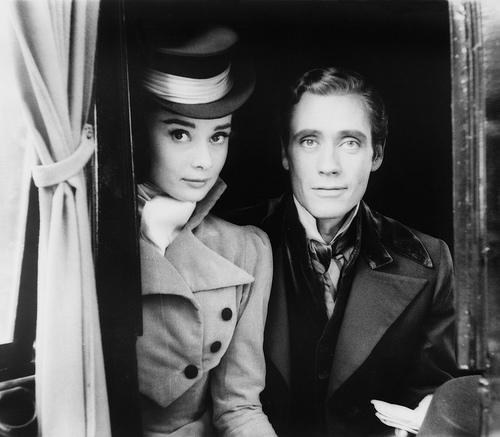
Mel Ferrer i Audrey Hepburn el 1955

- 1950: Nascuda per al mal (Born to Be Bad) de Nicholas Ray
- 1951: The Brave Bulls de Robert Rossen
- 1952: Rancho notorious de Fritz Lang
- 1952: Scaramouche de George Sidney
- 1953: Els cavallers de la taula rodona (Knights of the Round Table) de Richard Thorpe
- 1953: Saadia d'Albert Lewin
- 1953: Lilí de Charles Walters
- 1954: Proibito de Mario Monicelli
- 1955: Elena et les Hommes de Jean Renoir
- 1955: Oh... Rosalinda! de Michael Powell i Emeric Pressburger
- 1956: Guerra i pau (War And Peace) de King Vidor
- 1957: The Vintage de Jeffrey Hayden
- 1957: The Sun Also Rises d'Henry King
- 1958: Fräulein de Henry Koster
- 1959: The World, the Flesh and the Devil de Ranald MacDougall
- 1960: L'Homme à femmes  de Jacques-Gérard Cornu
- 1960: Il sangue e la rosa de Roger Vadim
- 1961: The Hands of Orlac d'Edmond T. Gréville
- 1962: The Longest Day, de Ken Annakin, Andrew Marton i Bernhard Wicki
- 1964: The Fall of the romain Empire d'Anthony Mann
- 1964: El señor de La Salle, de Luis César Amadori
- 1965: El Greco de Luciano Salce
- 1973: Columbo: Temporada 2 de Columbo, episodi 5: Requiem for a Falling Star. (sèrie TV): Jerry Parks
- 1974: L'Anticristo d'Alberto De Martino
- 1975: Brannigan de Douglas Hickox amb John Wayne, Richard Attenborough, Judy Geeson.
- 1976: Il Corsaro Nero de Sergio Sollima
- 1977: Eating alive de Tobe Hooper
- 1978: Guyana: Crime of the Century de René Cardona Jr.
- 1981: Mille milliards de dollars d'Henri Verneuil
- 1981: Lili Marleen de Rainer Werner Fassbinder: David Mendelssohn
- 1986: Peter the Great de Marvin J. Chomsky (TV)